# Проспект Лесі Українки (Кременчук)
Проспе́кт Лесі Українки — одна з декількох найдовших вулиць Кременчука. Протяжність близько 5 кілометрів. До 18 лютого 2016 року називався проспектом 50-річчя Жовтня. За пропозицією кременчуцького письменника лауреата державних і міжнародних премій Ігоря Моісєєнка перейменований на проспект ім.Лесі Українки.

## Розташування
Проспект розташований у північній частині міста. Починається з роздоріжжя між вулиці Свіштовської, вулиці Молодіжної та є продовженням вулиці О.Вовка і прямує на південь до роздоріжжя між проспектом Свободи, вулицею Харківською та Полтавським проспектом.
Проходить та перетинається крізь такі вулиці (з початку вулиці до кінця):
- Тецівський провулок
- Княгині Ольги
- Тараса Бульби
- Героїв України
- Грозненський провулок
- Воїнів-Інтернаціоналістів
- Керченська
- Провулок Володимира Великого
- Якова Петруся
- Козацька
- Ковальова

## Опис
Основна автотранспортна артерія Кременчука, яка з`єднує центральну частину міста з найбільшими підприємствами. Саме тому маршрути близько половини маршрутних таксі міста пролягають по цій вулиці. На проспекті знаходиться велика кількість магазинів та інших важливих обьектів.

## Будівлі та об'єкти
На вулиці розташовуються палац культури Кременчуцького нафтопереробного заводу  «Нафтохімік», спортивний клуб "Спортлайф", ринки «Аврора» та «Універсальний», супермаркети "Сільпо", "АТБ", "Маркетопт"(№69), бібліотека, оптика "Лорнет"(№51) та декілька медичних установ(№80). 
1. Буд. №80 - тут знаходяться декілька медичних установ: а) "Діагностично-лікувальний центр "Кременчуцької лікарні Інтенсивного лікування", б) Амбулаторії загальної практики сімейної медицини №1, 2, 3, 12(дитяча) Комунального некомерційного медичного підприємства(КНМП) "Центр первинної медико-санітарної допомоги(ЦПМСД) №3" міста Кременчука, в) жіноча консультація, г)  єдине інфекційне відділення для дорослих міста Кременчука, д) два аптечних пункта.